# Zrychlování rozpínání vesmíru

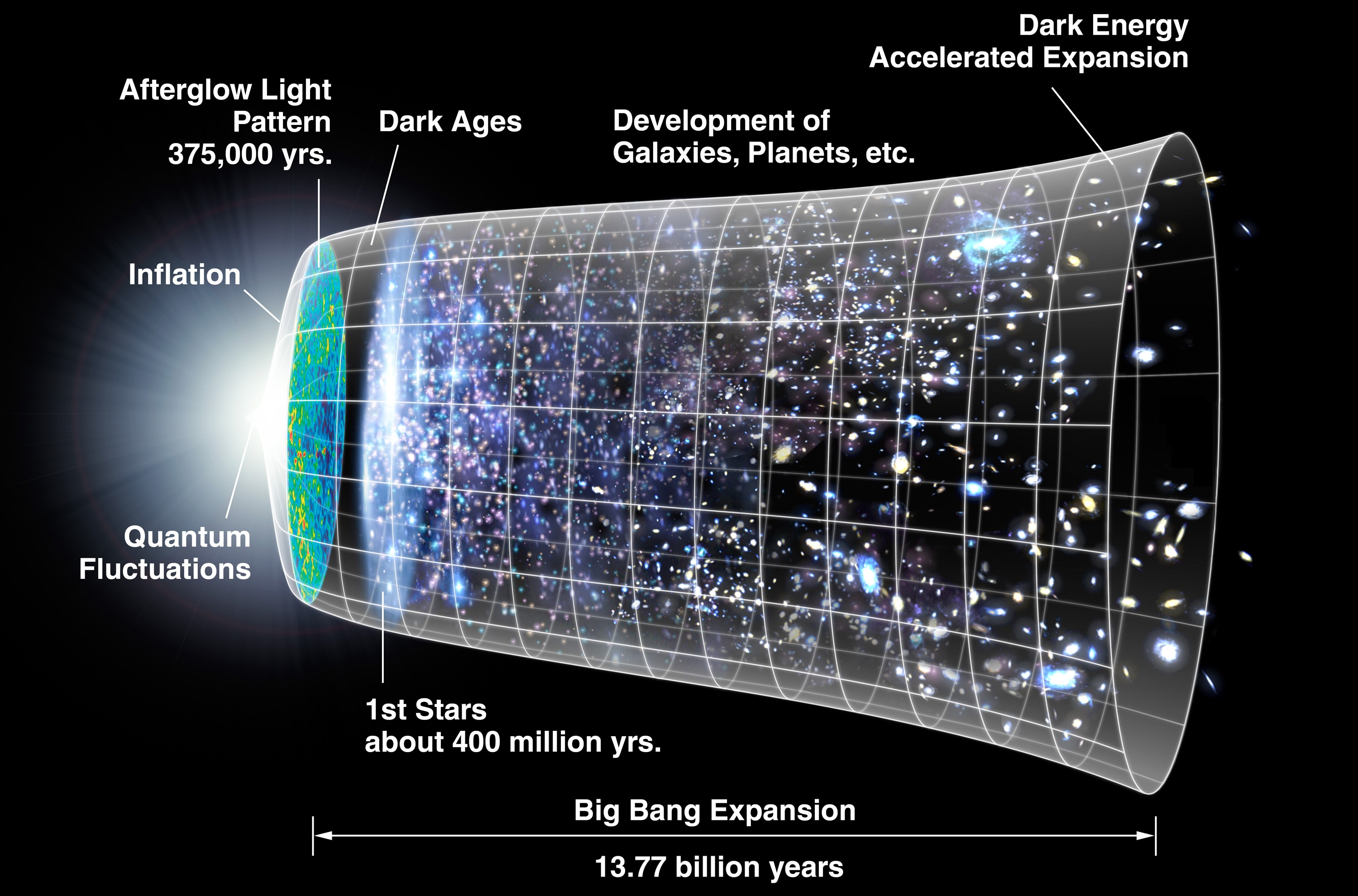
Vývoj vesmíru od velkého třesku. Vpravo zvoncovité rozšíření zobrazuje urychlení rozpínání vesmíru

Zrychlující se rozpínání vesmíru je označení pro teorii, že se vesmír rozpíná stále větší rychlostí. Z formálního hlediska to znamená, že vesmírné měřítko má pozitivní druhou derivaci tak, že rychlost, při které se od nás galaxie vzdaluje je neustále rostoucí s časem. Poprvé objevily zrychlující se expanzi vesmíru projekt Supernova Cosmology a vědecký tým High-Z Supernova pozorováním vzdálených supernov v roce 1998. Jako další důkaz vědcům posloužilo pozorování baryonových akustických oscilací a slučování galaxií. 
Nejčastěji přijímanou teorií vysvětlující zrychlujícího se rozpínání vesmíru je existence temné energie, což je látka s negativním tlakem, která se šíří rovnoměrně po celém vesmíru. Jedním z dalších vysvětlení je hypotetická pátá interakce, uplatňující se vedle dosud známých čtyř základních interakcí.
V roce 2011 za tento objev získali Saul Perlmutter, Brian P. Schmidt a Adam G. Riess Nobelovu cenu. Zrychlování expanze vesmíru je založeno na interpretaci pozorování a o jeho existenci existují pochybnosti. Může být i jen zdánlivé.
Roku 2019 ukázala studie, že zrychlení rozpínání vesmíru je anizotropní a to ve směru lokální anizotropie kosmického mikrovlnného pozadí.